# Leeds United AFC säsongen 1964/1965
Leeds United AFC  var säsongen 1964/1965 åter tillbaka i det engelska ligasystemets högsta nivå, division 1, efter en  fyraårig sejour i division 2 från vilken de vunnit uppflyttning som mästare säsongen innan. Managern Don Revie hade lyckats skapa ett lag genom att blanda unga, hungriga spelare som Billy Bremner, Gary Sprake, Paul Reaney, Terry Cooper och Norman Hunter med erfarna spelare som Bobby Collins, Jack Charlton och Alan Peacock, ett lag med ett spel som karakteriserades av fysisk spel, löpstyrka och hård press på motståndarna. Laget överraskade fotbollsengland genom att som nykomling i division 1 kämpa med Manchester United om ligasegern ända fram till säsongen sista match och enbart föll på sämre målkvot.
Laget spelade dessutom bra i FA-cupen där de lyckades ta sig till final för första gången i klubbens historia, en final som de dock förlorade mot Liverpool med 1–2 efter förlängning. I ligan spelade laget en effektiv fotboll som rönte stor framgång och efter drygt halva säsongen så gick de upp i serieledning, en ledning som de altenerade med Manchester United under vårsäsongen och där laget slutligen fick se sig slaget med minsta möjliga marginal, på samma poäng som Manchester United, men med sämre målkvot.
I ligacupen var laget inte lika framgångsrikt utan åkte ut redan i tredje omgången.
Detta var klubbens utan jämförelse bästa säsong någonsin, de nådde sin högsta ligaplacering någonsin (tvåa), sin första FA-cupfinal och kvalificerade sig för första gången till spel i en europeisk cup. Detta var inledningen till en tioårsperiod i klubben som senare skulle komma att benämnas Revie-eran eller Leeds gyllene år bland klubbens supportrar.
Leeds lagkapten Bobby Collins tilldelades fotbollsskribenternas (FWA) pris för säsongen som Årets fotbollsspelare i England (FWA).

## Säsongssammanfattning
Leeds inledde säsongen med tre raka segrar bland annat besegrades Liverpool med 4–2 på hemmaplan. Därefter gick det något sämre och efter att laget i slutet av september förlorade två ligamatcher mot Chelsea och Nottingham så intog de en plats i mitten av tabellen. Det blev dock signalen till bättre spel och en svit av sju vunna ligamatcher i rad innan de åter förlorade mot borta mot West Ham i slutet av november.
I ligacupen förlorade laget redan i tredje omgången i mitten av oktober hemma mot Aston Villa med 2–3.
I ligan spelade laget dock en fotboll som skördade stora framgångar och radade upp 18 ligamatcher i följd utan förlust vilket innebar att de gick upp i serieledning efter drygt halva säsongen. Starkaste konkurrenterna om serieledningern var Manchester United och Chelsea, och de tre lagen var omväxlande i serieledningen under våren.
Efter sin långa förlustfria svit hade Leeds avgörandet i sin hand då lagen möttes den 17 april i den 38:e omgången på Leeds hemmaplan Elland Road. Leeds ledde ligan med tre poäng före Manchester United och Chelsea, en seger skulle ha gett Leeds ett försprång med fem poäng över Manchester United med enbart fyra matcher att spela. Allt talade för Leeds inför matchen i och med de var obsegrade i 18 raka matcher samt att de inte förlorat eller ens släppt in något mål i någon av tre matcher som lagen mötts under säsongen. Leeds hade inför matchen vunnit ligamatchen på bortaplan under hösten med 1–0, och upprepat resultatet i FA-cupsemifinalens omspel mellan lagen enbart några veckor tidigare efter att den första matchen slutat oavgjord (0–0). Manchester United tog dock ledningen i matchen redan efter 14 minuter, en ledning som de höll matchen ut och vann därmed med 1–0 vilket krympte Leeds försprång i ligan till en enda poäng. När Leeds sedan överraskande förlorade även nästa match mot Sheffield Wednesday borta var Leeds istället en poäng efter Manchester United.
Två matcher senare var Leeds inför sista omgången återigen i ledning av ligan med en poäng, men behövde vinna den avslutande matchen borta mot Birmingham, för att ha en reell chans att vinna ligan då Manchester United hade en match mindre spelad. Birmingham låg sist i tabellen men Leedsspelarna var uppbart tyngda av stundens allvar och Leeds kom snabbt i underläge med 0–3, laget lyckades dock gå ifatt till 3–3 i andra halvlek, men lyckades inte göra ett avgörande vinstmål utan fick nöja sig med oavgjort. Då Manchester United samtidigt vann sin match så gick de upp i serieledning på samma poäng men med Manchester United som etta tack vare en överlägsen målkvot. Manchester United hängmatch blev i princip betydelselös då de hade behövet förlora med 19 mål för att Leeds skulle gå förbi, vilket inte skedde utan de förlorade hängmatchen med 1–2. Därmed var Manchester United ligamästare och Leeds kom på en hedrande andra plats, klubbens bästa placering i ligan någonsin.
I FA-cupen besegrade Leeds bland annat Everton innan de ställdes mot Manchester United FC i semifinalen, en match som krävde omspel för att skilja lagen åt. Första matchen slutade oavgjort 0–0 och Leeds vann omspelsmatchen med 1–0 efter mål av Bremner i matchens slutminuter.
FA-cupfinalen 1965 mellan Leeds Och Liverpool var en match som Liverpool dominerade men där inget av lagen lyckades göra mål under ordinarie speltid. I förlängningen gjorde Liverpool 1–0 efter några minuter enbart för Leeds att kvittera sex minuter senare. I andra förlängningskvarten gjorde sedan Liverpool 2–1, ett resultat som stod sig tiden ut. Ytterligare en hedrande andra plats för Leeds och klubbens främsta placering i FA-cupen någonsin. Laget hade slutat två i ligan på 61 poäng vilket skulle ha varit tillräckligt för att vinna ligan samtliga säsonger innan dess.
Sammanfattningsvis var detta klubbens utan jämförelse bästa säsong någonsin. Den blev därmed inledningen till en tioårsperiod som senare skulle komma att benämnas Revie-eran eller Leeds Gyllene År bland klubbens supportrar en period då klubben bland annat vann FA-cupen, ligacupen, ligamästerskapet två gånger och aldrig blev sämre en fyra någon säsong. En säsong där de som nykomling nådde sin främsta ligaplacering (tvåa) och sin störst framgång i FA-cupen (förlorande finalist) någonsin. Andraplatsen i ligan gjorde att laget för första gången i klubbens historia kvalificerade sig för spel i en europeisk cup, Mässcupen, till kommande säsong.
Tre av lagets nyckelspelare, försvararna Paul Reaney och Norman Hunter samt målvakten Gary Sprake, spelade i 41 av lagets 42 ligamatcher under säsongen.
Leeds viktigaste spelare under säsongen var tveklöst lagkaptenen Bobby Collins som dessutom tilldelades fotbollsskribenternas (FWA) pris som Årets fotbollsspelare i England (FWA)1964/1965 och blev därmed den förste Leeds-spelare någonsin att erhålla priset.

## Ligatabell (summering)
Sluttabell i Engelska ligan division 1 säsongen 1964/1965.
| Nr | Lag                  | S  | V  | O  | F  | GM | IM | MS  | P  |
| -- | -------------------- | -- | -- | -- | -- | -- | -- | --- | -- |
| 1  | Manchester United FC | 42 | 26 | 9  | 7  | 89 | 39 | +50 | 61 |
| 2  | Leeds United AFC     | 42 | 26 | 9  | 7  | 83 | 52 | +31 | 61 |
| 3  | Chelsea FC           | 42 | 24 | 8  | 10 | 89 | 54 | +35 | 56 |
| 4  | Everton FC           | 42 | 17 | 15 | 10 | 69 | 60 | +9  | 49 |
| 5  | Nottingham Forest FC | 42 | 17 | 13 | 12 | 71 | 67 | +4  | 47 |
| 6  | Tottenham Hotspur FC | 42 | 19 | 7  | 16 | 87 | 71 | +16 | 45 |

|  | Engelska mästare och kvalificerade till Europacupen i fotboll 1965/1966. |
|  | Tvåa och kvalificerade till Mässcupen 1965/1966.                         |
|  | Kvalificerade till Mässcupen 1965/1966.                                  |

## Spelare
Följande spelare ingick i truppen, kontrakterades, köptes eller såldes under säsongen.

### Spelartrupp
| Nr | Land      | Pos | Namn                          |
| -- | --------- | --- | ----------------------------- |
| 1  | Wales     | MV  | Gary Sprake (Ålder: 19)       |
| 2  | England   | F   | Paul Reaney (20)              |
| 3  | Skottland | F   | Willie Bell (27)              |
| 4  | Skottland | MF  | Billy Bremner (22)            |
| 5  | England   | F   | Jack Charlton (29)            |
| 6  | England   | F   | Norman Hunter (21)            |
| 7  | Irland    | MF  | John Giles (24)               |
| 8  | Skottland | A   | Jim Storrie (24)              |
| 9  | England   | A   | Alan Peacock (27)             |
| 10 | Skottland | MF  | Bobby Collins (Lagkapten, 33) |
| 11 | Sydafrika | A   | Albert Johanneson (24)        |

| Nr | Land    | Pos | Namn                  |
| -- | ------- | --- | --------------------- |
| 12 | England | MV  | Brian Williamson (25) |
| 8  | England | A   | Don Weston (28)       |
| -  | England | A   | Jimmy Greenhoff (18)  |
| -  | England | F   | Terry Cooper (20)     |
| 8  | England | A   | Rod Belfitt (19)      |
| 9  | England | A   | Rod Johnson (19)      |
| -  | England | MF  | Paul Madeley (20)     |
| -  | England | A   | Ian Lawson (25)       |
| -  | England | A   | Peter Lorimer (18)    |
| -  | England | F   | Barrie Wright (19)    |

Referens
 Positioner: A = Anfallare, MV = Målvakt, MF = Mittfältare, F = Försvarare. Spelarens ålder den 31 dec 1964 anges inom parentes ().

### Den vanligast förekommande laguppställningen
Den vanligast förekommande laguppställningen är baserad på lagets vanligaste spelsystem 4-4-2. De namngivna spelarna är de som spelade i respektive position flest gånger.

### Lagkaptener
| Namn          | Nr | Nationalitet | Position | Matcher som kapten | Notering |
| ------------- | -- | ------------ | -------- | ------------------ | -------- |
| Bobby Collins | 10 | Skottland    | MF       | 48                 |          |

### Årets spelare
Fotbollsskribenternas (FWA) pris som Årets fotbollsspelare i England (FWA) 1964/1965 tilldelades Leeds lagkapten Bobby Collins.

### Spelartransaktioner

#### Nya spelare in
| Namn           | Nationalitet | Nr | Position | Ålder | Från (datum)        | Summa   | Notering |
| -------------- | ------------ | -- | -------- | ----- | ------------------- | ------- | -------- |
| Mick Bates     | England      | -  | MF       | 17    | Ungdom (1 sep 1964) | £25 000 |          |
| Dennis Hawkins | Wales        | -  | A        | 17    | Ungdom (1 okt 1964) | £10 000 |          |
| Jimmy Lumsden  | Skottland    | -  | MF       | 17    | Ungdom (1 nov 1964) |         |          |
| Terry Hibbitt  | England      | -  | MF       | 17    | Ungdom (1 dec 1964) |         |          |
| Bobby Sibbald  | England      | -  | F        | 16    | Ungdom (1 jan 1965) |         |          |
| Eddie Gray     | Skottland    | -  | MF       | 16    | Ungdom (1 jan 1965) |         |          |
| David Harvey   | Skottland    | -  | MV       | 16    | Ungdom (1 feb 1965) |         |          |

#### Spelare som lämnade
| Nr | Namn            | Nationalitet | Position | Ålder | I Leeds sedan | Matcher | Mål | Lämnar datum (till)                      | Transfer | Notering |
| -- | --------------- | ------------ | -------- | ----- | ------------- | ------- | --- | ---------------------------------------- | -------- | -------- |
| -  | Grenville Hair  | England      | F        | 33    | 1 nov 1948    | 474     | 2   | 1 maj 1964 (Slutar )                     |          |          |
| -  | Mike Addy       | England      | F        | 21    | 1 maj 1961    | 4       | 0   | 1 jun 1964 (Barnsley FC)                 | Fri      |          |
| -  | Eric Smith      | Skottland    | F        | 30    | 1 jun 1960    | 72      | 3   | 1 jun 1964 (Greenock Morton)             | Fri      |          |
| -  | Barrie Wright   | England      | F        | 19    | 1 nov 1962    | 8       | 0   | 1 jun 1964 (Brighton and Hove Albion FC) |          |          |
| -  | John Hawksby    | England      | MF       | 22    | 1 jun 1959    | 45      | 2   | 1 maj 1964 (Lincoln City FC)             | Fri      |          |
| -  | Freddie Goodwin | England      | F        | 31    | 16 mar 1960   | 120     | 2   | 1 dec 1964 (Scunthorpe United FC)        | Fri      |          |

## Säsongens matchfakta
Nedan är statistik och matchfakta angående Leeds tävlingsmatcher under säsongen 1964/65.

### Tabellplacering under säsongen
Nedanstående tabeller visar Leeds United placering i Engelska ligan division 1 efter varje spelad ligamatch säsongen 1964/1965.
| Omgång    | 1 | 2 | 3 | 4 | 5 | 6 | 7 | 8 | 9 | 10 | 11 | 12 | 13 | 14 | 15 | 16 | 17 | 18 | 19 | 20 | 21 | 22 | 23 | 24 | 25 | 26 | 27 | 28 | 29 | 30 | 31 | 32 | 33 | 34 | 35 | 36 | 37 | 38 | 39 | 40 | 41 | 42 |
| --------- | - | - | - | - | - | - | - | - | - | -- | -- | -- | -- | -- | -- | -- | -- | -- | -- | -- | -- | -- | -- | -- | -- | -- | -- | -- | -- | -- | -- | -- | -- | -- | -- | -- | -- | -- | -- | -- | -- | -- |
| Spelplats | B | H | H | B | B | B | H | H | B | H  | H  | B  | H  | B  | H  | B  | H  | H  | B  | H  | B  | H  | B  | H  | B  | H  | B  | H  | B  | B  | B  | B  | H  | H  | H  | H  | B  | H  | B  | H  | B  | B  |
| Resultat  | V | V | V | F | O | F | V | V | F | F  | O  | V  | V  | V  | V  | V  | V  | V  | F  | V  | V  | V  | V  | O  | V  | V  | O  | O  | O  | V  | O  | O  | V  | V  | V  | V  | V  | F  | F  | V  | V  | O  |
| Position  | 5 | 4 | 3 | 3 | 5 | 6 | 6 | 2 | 8 | 11 | 10 | 7  | 7  | 5  | 4  | 4  | 3  | 3  | 3  | 3  | 3  | 3  | 2  | 3  | 2  | 1  | 1  | 1  | 2  | 2  | 2  | 2  | 2  | 1  | 2  | 1  | 1  | 2  | 3  | 1  | 1  | 2  |

### Ligan, division 1
Leeds matcher i Division 1 säsongen 1964/1965.
| 1 22 aug 1964 | Aston Villa FC | 1–2 | Leeds United                | Villa Park     |  |  |
| 15:00         | Woosnam 20′    |     | Johanneson 60′ Charlton 75′ | Publik: 28 000 |  |  |
|               |                |     |                             |                |  |  |

| 2 26 aug 1964 | Leeds United                                       | 4–2     | Liverpool FC       | Elland Road    |  |  |
|               | Yeates 16′ (sjm.) Weston 40′ Bremner 50′ Giles 55′ | Rapport | Hunt 24′ Milne 70′ | Publik: 36 005 |  |  |
|               |                                                    |         |                    |                |  |  |

| 3 29 aug 1964 | Leeds United               | 3–2        | Wolverhampton Wanderers FC | Elland Road    |  |  |
|               | Storrie -′, -′ Charlton -′ | [ Rapport] | player -′ player -′        | Publik: 34 538 |  |  |
|               |                            |            |                            |                |  |  |

| 4 2 sep 1964 | Liverpool FC | 2–1 | Leeds United | Anfield        |  |  |
|              |              |     | Collins -′   | Publik: 52 548 |  |  |
|              |              |     |              |                |  |  |

| 5 5 sep 1964 | Sunderland FC | 3–3 | Leeds United                     | Roker Park     |  |  |
|              |               |     | Bell -′ Storrie -′ Johanneson -′ | Publik: 48 858 |  |  |
|              |               |     |                                  |                |  |  |

| 6 7 sep 1964 | Blackpool FC | 4–0 | Leeds United | Bloomfield Road |  |  |
|              |              |     |              | Publik: 26 310  |  |  |
|              |              |     |              |                 |  |  |

| 7 12 sep 1964 | Leeds United                        | 3–2        | Leicester City FC   | Elland Road    |  |  |
|               | Bremner -′, -′ (str.) Johanneson -′ | [ Rapport] | player -′ player -′ | Publik: 32 330 |  |  |
|               |                                     |            |                     |                |  |  |

| 8 16 sep 1964 | Leeds United             | 3–0        | Blackpool FC | Elland Road    |  |  |
|               | Hunter -′ Collins -′, -′ | [ Rapport] |              | Publik: 35 973 |  |  |
|               |                          |            |              |                |  |  |

| 9 19 sep 1964 | Chelsea FC | 2–0 | Leeds United | Stamford Bridge |  |  |
|               |            |     |              | Publik: 38 006  |  |  |
|               |            |     |              |                 |  |  |

| 10 26 sep 1964 | Leeds United | 1–2        | Nottingham Forest FC | Elland Road    |  |  |
|                | Storrie -′   | [ Rapport] | player -′ player -′  | Publik: 32 776 |  |  |
|                |              |            |                      |                |  |  |

| 11 30 sep 1964 | Leeds United   | 2–2        | Fulham FC           | Elland Road    |  |  |
|                | Storrie -′, -′ | [ Rapport] | player -′ player -′ | Publik: 31 260 |  |  |
|                |                |            |                     |                |  |  |

| 12 10 okt 1964 | Stoke City FC | 2–3 | Leeds United                | Victoria Ground |  |  |
|                |               |     | Storrie -′, -′ Greenhoff -′ | Publik: 27 561  |  |  |
|                |               |     |                             |                 |  |  |

| 13 17 okt 1964 | Leeds United | 3–1        | Tottenham Hotspur FC | Elland Road    |  |  |
|                |              | [ Rapport] | player -′            | Publik: 41 464 |  |  |
|                |              |            |                      |                |  |  |

| 14 24 okt 1964 | Burnley FC | 0–1 | Leeds United | Turf Moor      |  |  |
|                |            |     | Bell -′      | Publik: 24 329 |  |  |
|                |            |     |              |                |  |  |

| 15 31 okt 1964 | Leeds United                                   | 4–1        | Sheffield United FC | Elland Road    |  |  |
|                | Belfitt -′ Collins -′ Storrie -′ Johanneson -′ | [ Rapport] | player -′           | Publik: 33 357 |  |  |
|                |                                                |            |                     |                |  |  |

| 16 7 nov 1964 | Everton FC | 0–1     | Leeds United | Goodison Park  |  |  |
|               | Brown 4'   | Rapport | Bell 15′     | Publik: 43 605 |  |  |
|               |            |         |              |                |  |  |

| 17 11 nov 1964 | Leeds United                   | 3–1        | Arsenal FC | Elland Road    |  |  |
|                | Bell -′ Storrie -′ Charlton -′ | [ Rapport] | player -′  | Publik: 38 620 |  |  |
|                |                                |            |            |                |  |  |

| 18 14 nov 1964 | Leeds United                                      | 4–1        | Birmingham City FC | Elland Road    |  |  |
|                | Collins -′ Storrie -′ Charlton -′ Giles -′ (str.) | [ Rapport] | player -′          | Publik: 35 973 |  |  |
|                |                                                   |            |                    |                |  |  |

| 19 21 nov 1964 | West Ham United FC            | 3–1 | Leeds United   | Upton Park     |  |  |
|                | player -′ player -′ player -′ |     | Belfitt -′, -′ | Publik: 28 150 |  |  |
|                |                               |     |                |                |  |  |

| 20 28 nov 1964 | Leeds United | 1–0        | West Bromwich Albion FC | Elland Road    |  |  |
|                | Johnson -′   | [ Rapport] |                         | Publik: 29 553 |  |  |
|                |              |            |                         |                |  |  |

| 21 5 dec 1964 | Manchester United FC | 0–1     | Leeds United | Old Trafford   |  |  |
|               |                      | Rapport | Collins 55′  | Publik: 53 374 |  |  |
|               |                      |         |              |                |  |  |

| 22 12 dec 1964 | Leeds United  | 1–0        | Aston Villa FC | Elland Road    |  |  |
|                | Johanneson -′ | [ Rapport] |                | Publik: 27 339 |  |  |
|                |               |            |                |                |  |  |

| 23 19 dec 1964 | Wolverhampton Wanderers FC | 0–1 | Leeds United | Molineux       |  |  |
|                |                            |     | Johnson -′   | Publik: 17 126 |  |  |
|                |                            |     |              |                |  |  |

| 24 26 dec 1964 | Leeds United | 1–1        | Blackburn Rovers FC | Elland Road    |  |  |
|                | Storrie -′   | [ Rapport] | player -′           | Publik: 45 341 |  |  |
|                |              |            |                     |                |  |  |

| 25 28 dec 1964 | Blackburn Rovers FC | 0–2 | Leeds United             | Ewood Park     |  |  |
|                |                     |     | Storrie -′ Johanneson -′ | Publik: 24 511 |  |  |
|                |                     |     |                          |                |  |  |

| 26 2 jan 1965 | Leeds United            | 2–1        | Sunderland FC | Elland Road    |  |  |
|               | Charlton 72′ Hunter 81′ | [ Rapport] | player 82′    | Publik: 43 808 |  |  |
|               |                         |            |               |                |  |  |

| 27 16 jan 1965 | Leicester City FC   | 2–2 | Leeds United           | Filbert Street |  |  |
|                | player -′ player -′ |     | Johnson -′ Charlton -′ | Publik: 23 230 |  |  |
|                |                     |     |                        |                |  |  |

| 28 23 jan 1965 | Leeds United | 2–2        | Chelsea FC | Elland Road    |  |  |
|                |              | [ Rapport] | player -′  | Publik: 47 109 |  |  |
|                |              |            |            |                |  |  |

| 29 6 feb 1965 | Nottingham Forest FC | 0–0 | Leeds United | City Ground    |  |  |
|               |                      |     |              | Publik: 36 596 |  |  |
|               |                      |     |              |                |  |  |

| 30 13 feb 1965 | Arsenal FC | 1–2 | Leeds United | Highbury       |  |  |
|                | player -′  |     |              | Publik: 32 132 |  |  |
|                |            |     |              |                |  |  |

| 31 27 feb 1965 | Tottenham Hotspur FC | 0–0 | Leeds United | White Hart Lane |  |  |
|                |                      |     |              | Publik: 42 202  |  |  |
|                |                      |     |              |                 |  |  |

| 32 13 mar 1965 | Fulham FC           | 2–2 | Leeds United          | Craven Cottage |  |  |
|                | player -′ player -′ |     | Collins -′ Peacock -′ | Publik: 24 704 |  |  |
|                |                     |     |                       |                |  |  |

| 33 15 mar 1965 | Leeds United                                 | 5–1        | Burnley FC | Elland Road    |  |  |
|                | Collins -′, -′ Charlton -′, -′ Johanneson -′ | [ Rapport] | player -′  | Publik: 38 506 |  |  |
|                |                                              |            |            |                |  |  |

| 34 20 mar 1965 | Leeds United                            | 4–1        | Everton FC | Elland Road    |  |  |
|                | Bremner -′ Peacock -′ Johanneson -′, -′ | [ Rapport] | player -′  | Publik: 29 701 |  |  |
|                |                                         |            |            |                |  |  |

| 35 3 apr 1965 | Leeds United          | 2–1        | West Ham United FC | Elland Road    |  |  |
|               | Bremner -′ Peacock -′ | [ Rapport] | player -′          | Publik: 41 918 |  |  |
|               |                       |            |                    |                |  |  |

| 36 5 apr 1965 | Leeds United               | 3–1        | Stoke City FC | Elland Road    |  |  |
|               | Weston -′, -′ Greenhoff -′ | [ Rapport] | player -′     | Publik: 38 133 |  |  |
|               |                            |            |               |                |  |  |

| 37 12 apr 1965 | West Bromwich Albion FC | 1–2 | Leeds United   | The Hawthorns  |  |  |
|                | player -′               |     | Peacock -′, -′ | Publik: 20 007 |  |  |
|                |                         |     |                |                |  |  |

| 38 17 apr 1965 | Leeds United | 0–1        | Manchester United FC | Elland Road    |  |  |
|                |              | [ Rapport] | Connelly 14′         | Publik: 52 368 |  |  |
|                |              |            |                      |                |  |  |

| 39 19 apr 1965 | Sheffield Wednesday FC           | 3–0 | Leeds United | Hillsborough Stadium |  |  |
|                | Fantham -′, 26′ Hunter -′ (sjm.) |     |              | Publik: 39 054       |  |  |
|                |                                  |     |              |                      |  |  |

| 40 20 apr 1965 | Leeds United               | 2–0        | Sheffield Wednesday FC | Elland Road    |  |  |
|                | Storrie -′ Giles -′ (str.) | [ Rapport] |                        | Publik: 45 065 |  |  |
|                |                            |            |                        |                |  |  |

| 41 24 apr 1965 | Sheffield United FC | 0–3        | Leeds United                     | Bramall Lane   |  |  |
| 15:00          |                     | [ Rapport] | Storrie -′ Bremner -′ Peacock -′ | Publik: 32 928 |  |  |
|                |                     |            |                                  |                |  |  |

| 42 26 apr 1965 | Birmingham City FC               | 3–3     | Leeds United                             | St Andrews     |  |  |
| 15:00          | Thwaites 4′ Beard 48′ Vowden 51′ | Rapport | Giles 65′ (str.) Reaney 73′ Charlton 88′ | Publik: 16 644 |  |  |
|                |                                  |         |                                          |                |  |  |

### FA-cupen
Leeds matcher i FA-cupen under säsongen.
| 3:e omgången 9 jan 1965 | Leeds United                             | 3–0        | Southport FC | Elland Road    |  |  |
| 15:00                   | Greenhoff 26′ Johanneson 81′ Johnson 89′ | [ Rapport] |              | Publik: 31 297 |  |  |
|                         |                                          |            |              |                |  |  |

| 4:e omgången 30 jan 1965 | Leeds United | 1–1        | Everton FC           | Elland Road    |  |  |
| 15:00                    | Storrie 58′  | [ Rapport] | Pickering 64′ (str.) | Publik: 50 051 |  |  |
|                          |              |            |                      |                |  |  |

| 5:e omgången, omspel 2 feb 1965 | Everton FC    | 1–2        | Leeds United            | Goodison Park  |  |  |
| 15:00                           | Pickering 83′ | [ Rapport] | Charlton 73′ Weston 80′ | Publik: 65 940 |  |  |
|                                 |               |            |                         |                |  |  |

| 5:e omgången 20 feb 1965 | Leeds United | 2–0        | Shrewsbury Town FC | Elland Road    |  |  |
|                          |              | [ Rapport] |                    | Publik: 47 740 |  |  |
|                          |              |            |                    |                |  |  |

| 6:e omgången 10 mar 1965 | Crystal Palace FC | 0–3        | Leeds United                 | Selhurst Park  |  |  |
| 15:00                    |                   | [ Rapport] | Peacock 58′, 68′ Storrie 73′ | Publik: 45 384 |  |  |
|                          |                   |            |                              |                |  |  |

| Semifinal 27 mar 1965 | Leeds United | 0–0 (e fl) | Manchester United FC | Hillsborough Stadium |  |  |
|                       |              | Rapport    |                      | Publik: 65 500       |  |  |
|                       |              |            |                      |                      |  |  |

| Semifinal, omspel 31 mar 1965 | Leeds United | 1–0     | Manchester United FC | City Ground    |  |  |
|                               | Bremner 90′  | Rapport |                      | Publik: 46 300 |  |  |
|                               |              |         |                      |                |  |  |

| FA-cupfinalen 1965 1 maj 1965 | Leeds United | 1–2 (e fl) | Liverpool FC          | Wembley Stadium |  |  |
|                               | Bremner 100′ | Rapport    | Hunt 93′ St John 113′ | Publik: 100 000 |  |  |
|                               |              |            |                       |                 |  |  |

### Ligacupen
Leeds ligacupmatcher under säsongen.
| 2:a omgången 23 sep 1964 | Leeds United                    | 3–2 | Huddersfield Town FC | Elland Road    |  |  |
| 19:45                    | Hunter x′ Storrie x′ belfitt x′ |     |                      | Publik: 21 933 |  |  |
|                          |                                 |     |                      |                |  |  |

| 3:e omgången 14 okt 1969 | Leeds United             | 2–3 | Aston Villa FC | Elland Road    |  |  |
| 19:45                    | Johanneson -′ Collins -′ |     |                | Publik: 10 656 |  |  |
|                          |                          |     |                |                |  |  |